# París-Roubaix 1993
La París-Roubaix 1993 fou la 91a edició de la París-Roubaix. La cursa es disputà l'11 d'abril de 1993 i fou guanyada pel francès Gilbert Duclos-Lassalle, que s'imposà al seu companya d'escapada, Franco Ballerini, per escassos vuit mil·límetres en l'arribada a Roubaix. Olaf Ludwig fou tercer. Amb aquesta victòria Duclos-Lassalle aconseguia la segona victòria consecutiva en aquesta clàssica.

## Classificació final
|    | Ciclista                | Equip                     | Temps      |
| -- | ----------------------- | ------------------------- | ---------- |
| 1  | Gilbert Duclos-Lassalle | Gan                       | 6h 25' 20" |
| 2  | Franco Ballerini        | GB-MG                     | m. t.      |
| 3  | Olaf Ludwig             | Telekom                   | + 2' 09"   |
| 4  | Johan Museeuw           | GB-MG                     | m. t.      |
| 5  | Adrie van der Poel      | Mercatone Uno-Medeghini   | m. t.      |
| 6  | Edwig van Hooydonck     | WordPerfect               | m. t.      |
| 7  | Marc Sergeant           | Novemail-Histor           | m. t.      |
| 8  | Sean Yates              | Motorola                  | m. t.      |
| 9  | Benjamin van Itterbeeck | Collstrop - Assur Carpets | m. t.      |
| 10 | Wilfried Nelissen       | Novemail-Histor           | + 3' 50"   |